# Fabio Sola
Fabio Sola (Pinerolo, 20 novembre 1991) è un giocatore di curling italiano.

## Biografia
Nacque il 20 novembre 1991 a Pinerolo (TO). Si è diplomato geometra nel 2009, presso l'istituto M. Buniva di Pinerolo. Nel 2010 si iscrive al Politecnico di Torino, frequentando Ingegneria Civile dove, nel 2015, ottiene la laurea triennale. Nel 2018 conclude i suoi studi laureandosi in Ingegneria Civile in Idraulica sempre al Politecnico di Torino. Durante i suoi studi, tuttavia, si dedica, come atleta, al Curling, ottenendo discreti successi, sia in ambito nazionale che internazionale. Durante gli studi inizia a lavorare per la società di cronometraggio MySDAM, e per la FISG come giudice ufficiale di gara. Nel 2017, a seguito di un tirocinio curriculare, lavora come collaboratore esterno per la STA Engineering, nota società di ingegneria del comune di Pinerolo. Nel 2019 diventa borsista per il DIATI del Politecnico di Torino nel progetto definitivo del PGS (Piano Gestione e Sedimenti) del torrente Orco. A termine della Borsa di Ricerca torna a Lavorare per la STA Engineering, come assistente alla progettazione idraulica. Nel Settembre del 2021 inizia a lavorare come istruttore direttivo tecnico in Città metropolitana di Torino nella Direzione Azioni integrate con gli EE LL.

## Risultati sportivi

### Atleta
Inizia a Giocare nel 2007, proprio a Pinerolo, comune che ha ospitato il curling durante le XX Giochi olimpici invernali. Nel 2009, con il Campionato junior maschile ottiene la sua prima medaglia d'oro. Nel 2011 rappresenta l'Italia al Challenge Europeo Junior nel ruolo di Second vincendo un challenge con le rivali di Cortina e Cembra. Nello stesso anno riuscirà a Vincere l'argento nella Serie A e ripetendosi anche l'anno successivo, nonostante il cambio di squadra e di ruolo come skip. Con il passaggio dalla categoria Juniores alla categoria Senior si concentra nel campionato italiano misto di curling, vincendo due volte di seguito il campionato, nel 2015 e nel 2016. Nel 2018 vince il secondo posto in serie A con i Fireblock sconfiggendo in semifinale metà squadra olimpica. 
Gioca con la maglia della nazionale italiana in diverse occasioni:
- Challenge Europeo Junior
  - 2011 Praga ( Rep. Ceca) 7°
- Europei
  - 2012 Karlstad ( Svezia) 15°[5]
- Universiadi invernali
  - 2013 Trentino ( Italia) 10°[6]
- Nazionale misti di curling dell'Italia
  - 2015 Berna ( Svizzera) 9°[7]
- Nazionale misti di curling dell'Italia
  - 2016 Kazan' ( Russia) 9°
- Nazionale misti di curling dell'Italia
  - 2019 Aberdeen ( Scozia) 19°
- Nazionale misti di curling dell'Italia
  - 2022 Aberdeen ( Scozia) 9°

### Allenatore
Dal 2014 al 2016 è stato alla guida della squadra del Team Piemonte Torino 150. Dal secondo posto nella Serie B, al 4º posto della serie A, l'anno successivo. Inoltre gli stessi componenti hanno ottenuto 1 oro ed 1 argento nel Campionato junior maschile. La stagione seguente viene incaricato di allenare la squadra del Team Draghi F che disputa il Italiani assoluti di categoria finendo la stagione al 4º posto. L'anno seguente la squadra passa sotto l'egida della società Fireblock a.s.d. che conquisterà il bronzo sconfiggendo le campionesse d'Italia uscenti.

| Competizione               | Ori | Argenti | Bronzi |
| -------------------------- | --- | ------- | ------ |
| campionato italiano junior | 1   | 1       | 0      |
| Italiani assoluti          | 0   | 0       | 1      |

### Ufficiale di Gara
Nel 2015 si iscrive ad un corso per diventare Giudice Regionale Ufficiale di Gara. In poco tempo giunge ad arbitrare, non soltanto le fasi regionali, ma anche le finali di tutte le categorie, comprese le finali del campionato di serie A. Nel Luglio del 2017 va a Füssen, in Germania, per seguire il corso da giudice base della World Curling Federation tesserandosi così da giudice internazionale. Nel 2018 si candida e vince le elezioni diventando il nuovo responsabile di settore GUG Curling per il quadriennio 2018 - 2022. A termine del mandato viene nuovamente rieletto per il quadriennio 2022-2026. Ogni anno partecipa come giudice a diverse finali di campionato nelle diverse categorie.
I livelli raggiunti sono:
- 2015 Aspirante Giudice
- 2016 Giudice Regionale
- 2017 Giudice Internazionale

Gli eventi internazionali a cui ha partecipato come giudice sono:
- Chief Umpire - Deaflympics Game 2019 (DG 2019) Madesimo ( Italia)[9]
- Game Umpire - European Youth Olympics Games 2023 (EYOF 2023) Claut ( Italia)
- Game Umpire - World Junior-B Curling Championship 2023 (WJBCC 2023) Lohja ( Finlandia)
- Chief Umpire - Winter World Masters Game 2024 (WWMG 2024) Madesimo ( Italia)[10]
- Game Umpire - World Mixed Doubles Curling Championship 2024 (WMDCC 2024) Östersund ( Svezia)
- Game Umpire - World University Games Winter 2025 (WUG 2025) Torino ( Italia)